# Cléré-du-Bois
Cléré-du-Bois település Franciaországban, Indre megyében. Lakosainak száma 234 fő (2022. január 1.). Cléré-du-Bois Châtillon-sur-Indre, Fléré-la-Rivière, Murs, Obterre, Paulnay és Saint-Flovier községekkel határos.

## Népesség
A település népességének változása:
| Lakosok száma | 547  | 373  | 298  | 293  | 270  | 259  | 246  | 233  | 233  | 234  |
|               | 1968 | 1982 | 1990 | 2006 | 2013 | 2015 | 2017 | 2019 | 2020 | 2022 |